# Рони (футболист, 1977)
Рониэ́литон Пере́йра дус Са́нтус (порт. Roniéliton Pereira Santos, Roni; 28 апреля 1977, Аурора-ду-Токантинс) более известный как Ро́ни (порт. Roni) — бразильский футболист, выступавший на позиции нападающего. Спортивный директор клуба «Вила-Нова» из Гоянии.
Провёл 5 матчей за сборную Бразилии, серебряный призёр Кубка конфедераций 1999.

## Карьера игрока
Рони — воспитанник клуба «Вила-Нова» из Гоянии.
В 2004 году, в летнюю дозаявочную компанию был взят в аренду у «Рубина» до конца сезона самарскими «Крыльями Советов».

## Личная жизнь
Рони женат, жену зовут Андреа. У пары двое дочерей — Виктория и Мария Эдуарда.

## Достижения
- Серебряный призёр Кубка конфедераций 1999 года в составе сборной Бразилии
- Чемпион штата Рио-де-Жанейро (2): 2002, 2007
- Чемпион штата Гояс (1): 2006
- Бронзовый призёр чемпионата России (2): 2003, 2004
- Победитель бразильской Серии B (1): 2006
- Победитель бразильской Серии C (1): 1999